# Fride Larsson
Olof Fride Larsson (ur. 12 stycznia 1921 w Transtrand, zm. 14 listopada 1955 w Torsby) – szwedzki biathlonista i żołnierz.

## Kariera
W 1948 roku wystąpił na igrzyskach olimpijskich w Sankt Moritz, gdzie wspólnie z Edorem Hjukströmem, Holgerem Borghiem i Karlem Gustavem Ljungquistem zajął trzecie miejsce w pokazowych zawodach patrolu wojskowego. Był to jego jedyny sukces na międzynarodowych zawodach tej rangi. W trakcie igrzysk miał stopień szeregowego.